# Missbrauchskomplex Wermelskirchen
Als Missbrauchskomplex Wermelskirchen werden Kriminalfälle beschrieben, bei denen sexueller Missbrauch von Kindern sowie der Besitz und die Verbreitung von Kinderpornografie im Mittelpunkt der Ermittlungen stehen, nachdem in Wermelskirchen Ende des Jahres 2021 entsprechende Inhalte (32 Terabyte – mit 3,5 Millionen Bildern und 1,5 Millionen Videos) bei einer Hausdurchsuchung sichergestellt worden waren.
Der Missbrauchskomplex von Wermelskirchen hat nach Angaben der Ermittler und des Kölner Polizeipräsidenten Falk Schnabel eine Dimension an Brutalität, die jene anderer Tatkomplexe übersteigt. Die Kinderpornografiedateien reichen bis ins Jahr 1993 zurück. Stand Juni 2022 sind 73 Verdächtige und 33 Opfer identifiziert. Bei den Verdächtigen handelt es sich um Väter, Nachbarn, Bekannte, Brüder oder Großväter der Opfer. Unter den Opfern sind nach Angaben der Polizei mindestens fünf Säuglinge und auch Kinder mit Behinderung.
Mit Stand Juni 2022 liegt der Schwerpunkt mit 26 Strafverfahren in Nordrhein-Westfalen, gefolgt von Thüringen (6), Brandenburg (5), Schleswig-Holstein (5) und Niedersachsen (5). Mit Ausnahme von Bremen und dem Saarland sind alle anderen Bundesländer ebenfalls betroffen. Ein Verfahren ist nach Österreich abgegeben worden.

## Hintergrund und Ermittlungen
Ein Vergewaltiger in Berlin (Sönke G.), der als „Babysitter“ arbeitete und im August 2021 festgenommen worden war, nachdem Familienangehörige auf seine Kinderpornographie aufmerksam wurden, führte Ermittler zu der im Missbrauchskomplex Wermelskirchen zentralen Person (Marcus R.), bei dem die Datenmengen im Dezember 2021 sichergestellt worden waren. Auch Marcus R. arbeitete unter anderem als „Babysitter“. Babysitterjobs erhielt er durch Anzeigen über das Internet. Sönke G. und Marcus R. standen per Chat in regelmäßigen Kontakt miteinander (in mehr als 17.000 Nachrichten tauschten sie sich unter anderem über ihren Windelfetisch und Kindesmissbrauch aus) und kannten sich persönlich. Sowohl Online als auch persönlich schauten sie einander bei Vergewaltigungen zu. Manchen der Opfer seien vor dem Missbrauch Substanzen verabreicht worden. Auch Salben sollen die Verdächtigen ihren Opfern aufgetragen haben. Mit Dutzenden weiteren Männern tauschte Marcus R. Kinderpornografie aus.
Um Zugriff auf die unverschlüsselten Daten von Marcus R. in Tente (Wermelskirchen) zu bekommen, überwältigten ihn Spezialkräfte im Dezember 2021 am eingeschalteten Rechner, während einer Videokonferenz mit Arbeitskollegen. Diese wählten ihrerseits den Notruf, weil sie glaubten, Zeugen eines Überfalls zu sein. Bis zum Zugriff mit einem Haftbefehl wurden seine Telefone abgehört.
Die Sicherung der gesamten Datenmenge von 232 Datenträgern dauerte 17 Tage. Die Datensicherung der Rechneranlage geschah vor Ort, weil die Polizei befürchtete, nach einem Abbau der Anlage Schwierigkeiten zu haben, sie wieder aufzubauen, um die Daten andernorts zu sichern. Ein Ermittlerteam namens „Liste“ begann nach der Sicherung mit der Sichtung der Datenmengen. Der Name ist angelehnt an den Umstand, dass der Verdächtige sein Kinderpornografie-Archiv in Listen unterteilte – um nicht den Überblick zu verlieren. Das Archiv reicht laut den Ermittlungen bis ins Jahr 1993 zurück. Marcus R. führte zudem über die Neigungen anderer Pädophiler Buch. Bei Marcus R. wurden nach Medienberichten außerdem Zäpfchen und Katheter gefunden. Die Ehefrau und Familie von Marcus R. waren laut seinem Strafverteidiger von seiner Festnahme und den gegen ihn erhobenen Vorwürfen überrascht.
Im Februar 2022 sagte Marcus R., der vorher nicht polizeibekannt war, in einer viertägigen Vernehmung gegenüber der Polizei umfassend aus und gestand die gegen ihn erhobenen Tatvorwürfe. Ihm werden die Vergewaltigung von zwölf Kindern (zehn Jungen und zwei Mädchen) bei insgesamt 18 Missbrauchstaten zugerechnet. Nach Angaben seines Strafverteidigers räumte Marcus R. über den Haftbefehl hinaus weitere Taten ein und half bei der Identifizierung weiterer Krimineller. Sein Mandant habe kleine Kinder sexuell missbraucht. „Dafür verantwortet er sich und er weiß, dass ihn zu Recht eine lange Freiheitsstrafe erwartet.“
Anfang Juni 2022 waren zehn Prozent des Kinderpornografiematerials ausgewertet. Die Spurensicherung ergab, dass die Polizei bei früheren Ermittlungen (zum Missbrauchskomplex Münster) bereits eine Fährte von Marcus R. aufgenommen hatte (Marcus R. hatte dabei einem anderen Mann bei einer Vergewaltigung zugesehen). Jedoch führte die Spur ins Leere, da die Polizei lediglich einen Nicknamen hatte und die damit zusammenhängende E-Mail-Adresse zu einem Internetprovider gehörte, der nicht mehr existierte.